# Эро (департамент)
Эро́ (фр. Hérault [eʁo], окс. Erau [eˈraw]) — департамент на юге Франции, один из департаментов региона Окситания. Порядковый номер — 34. Административный центр — Монпелье.
Население — 1 062 617 человек (21-е место среди департаментов, данные 2010 года).

## География
Площадь территории — 6101 км². Через департамент протекают реки Од, Орб, Эро, Видурль (фр.) и др. На севере находится горная система Севенны.
В долинах теплый климат; растут миндальные, оливковые, тутовые деревья, фиговые деревья; развито виноделие. Полезные ископаемые: железо, каменный уголь, мрамор и лигнит.
Департамент включает 3 округа, 49 кантонов и 343 коммуны.

## История
Эро — один из первых 83 департаментов, образованных во время Великой французской революции в марте 1790 года. Возник на территории бывшей провинции Лангедок. Название происходит от реки Эро.

## Округа департамента Эро
В департамент Эро входят округа:
- Монпелье
- Безье
- Лодев